# Balistita

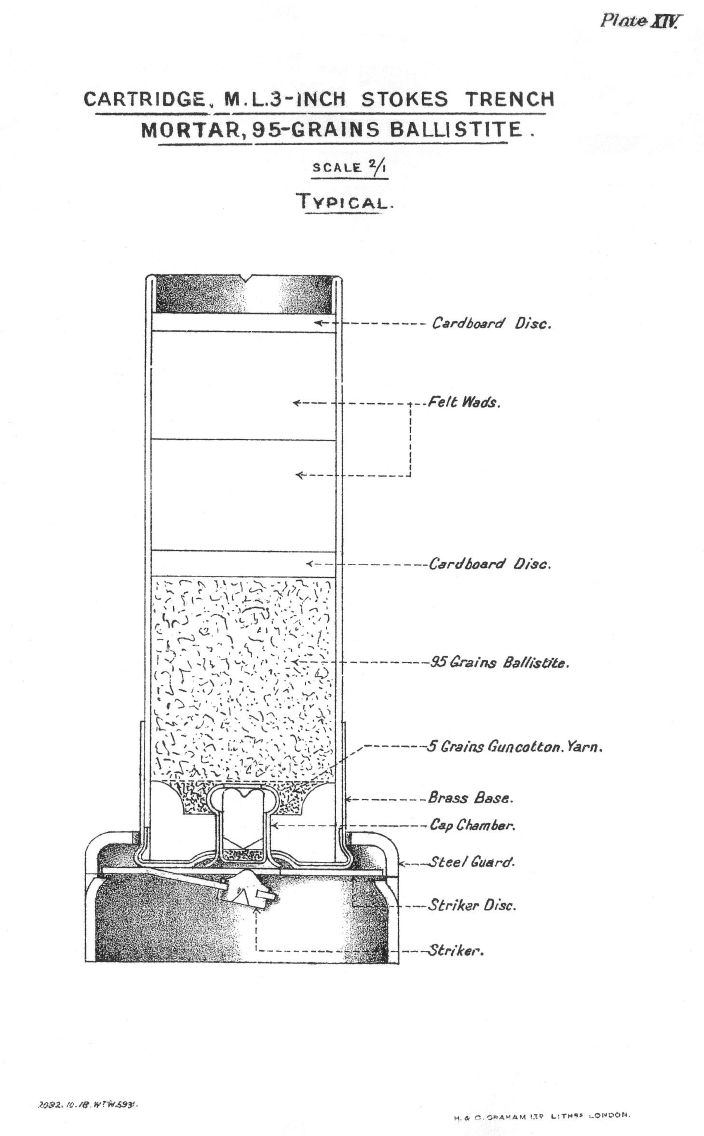
Diagrama que muestra un cartucho de balistita para mortero Stokes de 3 pulgadas.

La balistita es un propelente sin humo hecho a partir de dos altos explosivos, nitrocelulosa y nitroglicerina. Fue desarrollado y patentado por Alfred Nobel en el siglo XIX. En el idioma español se usó como calco de la voz italiana balistite o de la francesa balistite. Los ejemplos de uso más antiguos en castellano se documentan en 1890.

## Uso militar
Alfred Nobel patentó la balistita en 1887 mientras vivía en París. Su formulación se compone de 10% de alcanfor y la igualdad de las partes nitroglicerina y colodión. El alcanfor reacciona con cualquiera de los productos ácidos de la descomposición química de los dos explosivos. Este tanto estabiliza el explosivo contra la descomposición adicional e impidió explosiones espontáneas. Sin embargo, alcanfor tiende a evaporarse con el tiempo, dejando una mezcla potencialmente inestable.
La patente de Nobel especifica que la nitrocelulosa debe ser "del tipo soluble conocido". Se ofreció a vender los derechos del nuevo explosivo para el gobierno francés, pero se negó, en gran parte debido a que acababan de adoptar Poudre B para uso militar. Posteriormente licencia los derechos para el gobierno italiano, que entró en un contrato, el 1 de agosto de 1889, para obtener 300.000 kilogramos de balistita; y Nobel abrió una fábrica en Avigliana , Turín.
El ejército italiano reemplazó rápidamente sus fusiles M1870 y M1887, que utilizaban cartuchos de pólvora negra, a un nuevo modelo, el M1890 Vetterli, que utilizaba un cartucho cargado con balistita.
Dado que Italia era un competidor del poder de Francia, esto no fue bien recibido por la prensa francesa y el público. Los periódicos acusaron a Nobel de espionaje industrial, al espiar a Vieille, y "alta traición contra Francia". Después de una investigación de la policía se le negó el permiso para llevar a cabo más investigación, o para la fabricación de explosivos en Francia. Por lo tanto, se trasladó a San Remo en Italia, en 1891, donde pasó los últimos cinco años de su vida.
La balistita todavía se fabrica como un propelente sólido de cohetes, aunque ahora se utiliza la menos volátil pero químicamente similar difenilamina  en lugar del alcanfor.